# Kelmis
Kelmis (fr. La Calamine, wa. Li Calmene, grp. Kelmes) – miejscowość i gmina (commune) w Belgii, w Regionie Walońskim, w prowincji Liège, w okręgu Verviers. 1 stycznia 2024 roku liczyła 11 352 mieszkańców. Leży we wspólnocie niemieckojęzycznej.
W latach 1816–1919 pełniło funkcję stolicy terytorium Neutralny Moresnet.

## Podział administracyjny
W skład gminy wchodzą dwie dzielnice (section):
- Hergenrath
- Neu-Moresnet

## Współpraca
Miejscowość partnerska:
- Koekelberg, Region Stołeczny Brukseli

## Galeria

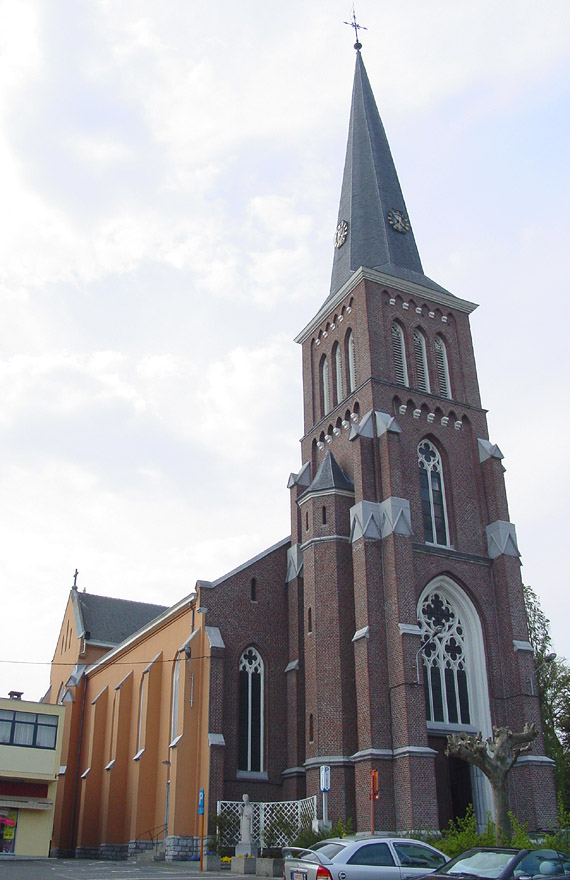
Kościół pw. Wniebowstąpienia NMP (Mariä-Himmelfahrt) w centrum miasta
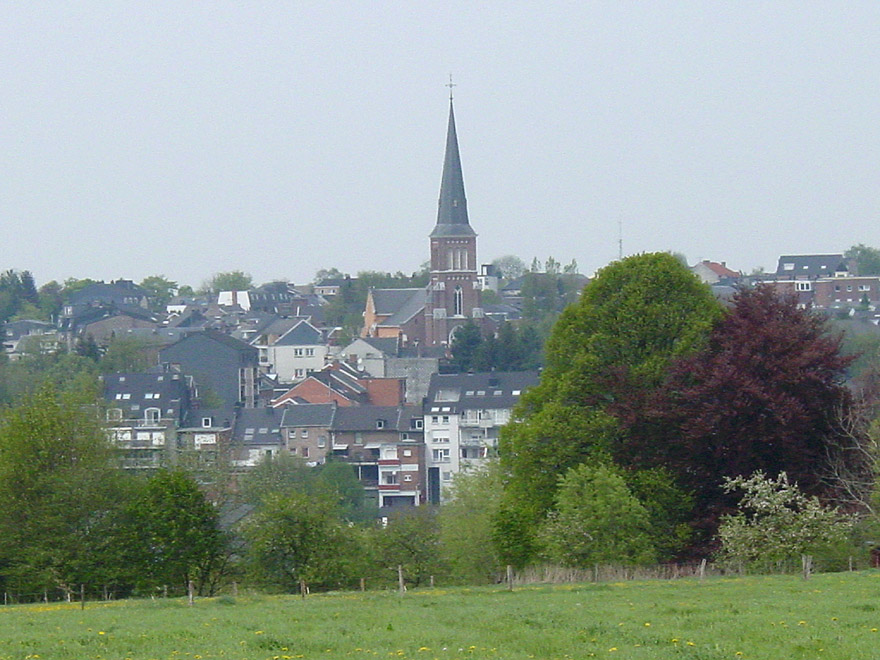
Widok na miasto